# Finneas O'Connell
Finneas Baird O'Connell, noto anche semplicemente con il suo nome Finneas (Los Angeles, 30 luglio 1997), è un cantautore, produttore discografico e attore statunitense.
Vincitore di otto Grammy e due premi Oscar, ha scritto e prodotto musica per vari artisti, in particolare per sua sorella minore, Billie Eilish.
Finneas ha pubblicato diversi singoli come artista solista e il suo EP di debutto, Blood Harmony, è stato messo in commercio il 4 ottobre 2019. L'EP include Let's Fall in Love for the Night; è il brano di maggior successo di Finneas fino ad oggi, venendo certificato oro dalla Recording Industry Association of America e platino dalla Music Canada. Come attore, Finneas ha recitato nel film del 2013 Life Inside Out. È anche noto per il ruolo di Alistair nella serie commedia-drammatica musicale della Fox, Glee. Ha anche fatto un'apparizione nella sitcom americana Modern Family.
Nel 2022 ha vinto insieme alla sorella il Golden Globe e il Premio Oscar nella categoria miglior canzone per No Time to Die, singolo estratto dall'omonimo film. Nel 2024 ha vinto nella stessa categoria per What Was I Made For? dal film Barbie, sempre con sua sorella.

## Biografia
Nato e cresciuto a Los Angeles. I genitori Maggie Baird e Patrick O'Connell, di origini irlandesi e scozzesi, provengono anch'essi dal mondo dello spettacolo e della musica. Finneas inizia a scrivere canzoni all'età di 12 anni, facendo anche parte di una band chiamata The Slightlys.
Sua sorella minore è la cantante Billie Eilish.

### Produttore musicale

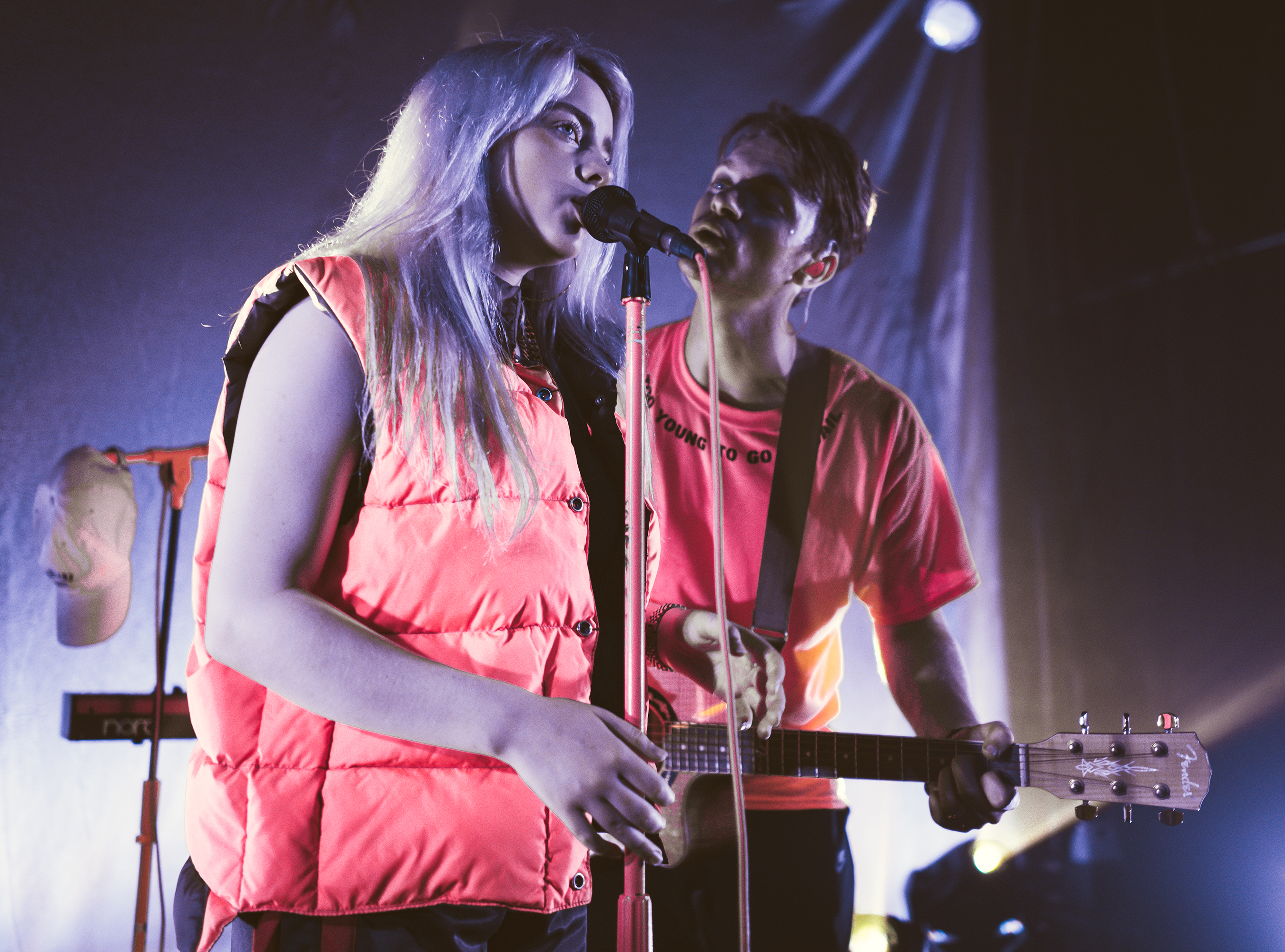
Finneas O'Connell insieme alla sorella Billie Eilish in concerto nel 2017

Finneas ha scritto e prodotto la canzone Ocean Eyes originariamente per la sua band, poi data alla sorella quando il suo insegnante di danza chiese loro di scrivere una canzone per una coreografia. Nel 2015 collabora con la sorella Billie Eilish alla pubblicazione del suo album di debutto Don't Smile at Me, il quale raggiunge subito il 14º posto nella Billboard 200. Nel 2019 produce il secondo album della sorella dal titolo When We All Fall Asleep, Where Do We Go? che ha debuttato in cima alle classifiche di Stati Uniti e Regno Unito. Ai Grammy Awards 2020 vince in sei categorie per il suo lavoro all'album della sorella When We All Fall Asleep, Where Do We Go?: Registrazione dell'anno e Canzone dell'anno per Bad Guy, Album dell'anno, Miglior album pop vocale, Produttore dell'anno, musica non classica e Best Engineered Album, Non-Classical per When We All Fall Asleep, Where Do We Go?. Viene candidato nuovamente nell'edizione del 2021 nelle categorie Miglior canzone scritta per un film, televisione o altri media audio-visivi per No Time to Die, Registrazione dell'anno e Canzone dell'anno per Everything I Wanted, vincendo nelle prime due.
Ha prodotto il singolo del 2019 Lose You to Love Me di Selena Gomez, che ha raggiunto la vetta della Billboard Hot 100, e due tracce nell'album del 2019 Romance di Camila Cabello. Ha anche prodotto Moral of the Story di Ashe, collaborando anche con John Legend su una canzone inedita.
Nel 2020 produce assieme a Justin Bieber e Benny Blanco Lonely.

### Carriera da solista

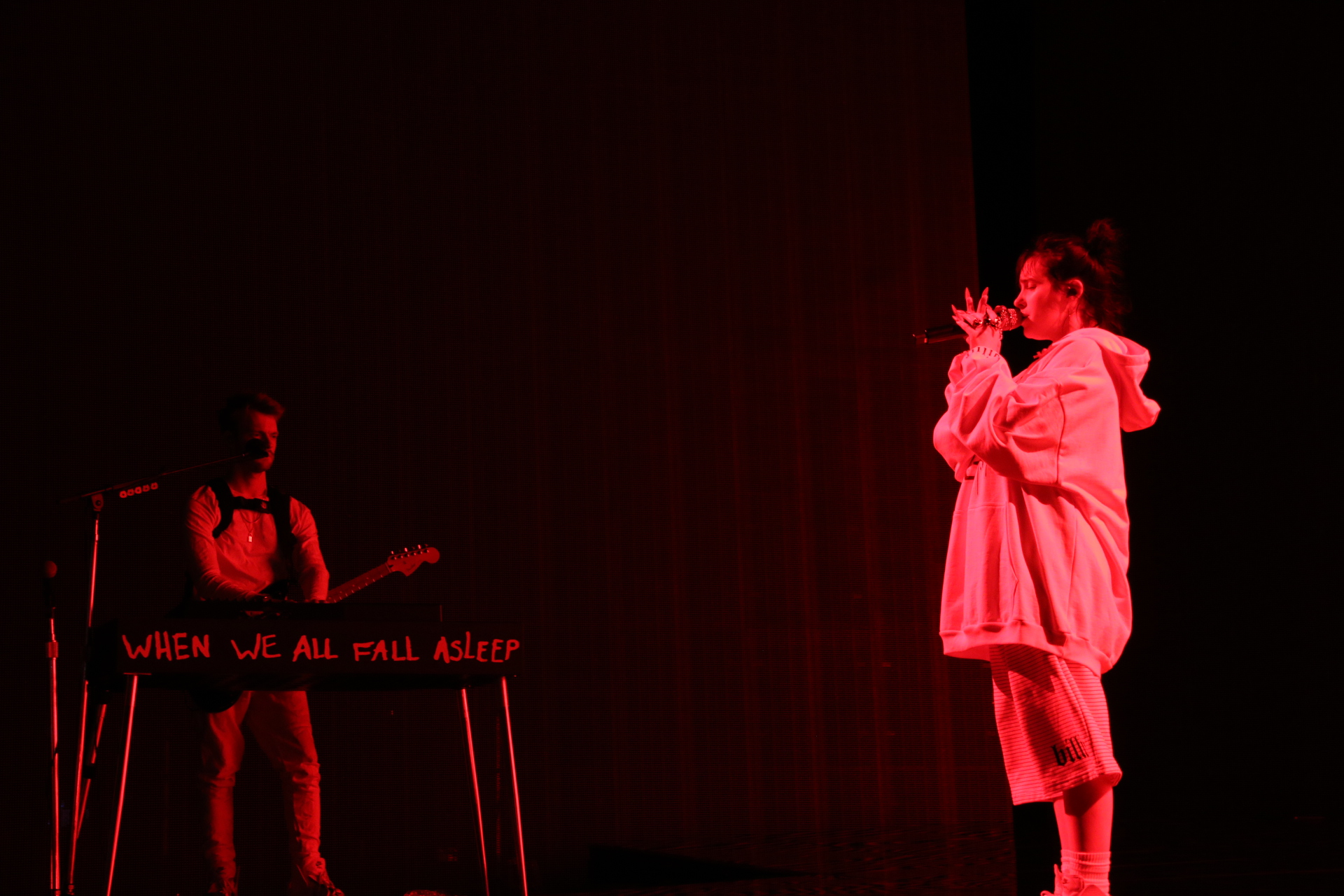
Billie Eilish e il fratello nel 2019

Finneas è il cantante e compositore della band The Slightlys, che ha suonato al Warped Tour nel 2015. In qualità di cantante ha pubblicato la sua prima canzone New Girl nel 2016 con il video musicale pubblicato nel 2019. Il suo album d'esordio, Blood Harmony, viene pubblicato il 4 ottobre 2019. Il primo singolo estratto è I Lost a Friend, seguito da Shelter e I Don't Miss You At All.
Il 7 agosto 2020, viene resa disponibile una versione deluxe di Blood Harmony contenente Break My Heart Again e Let's Fall in Love for the Night (1964). Quest'ultima è una versione alternativa di Let's Fall in Love for the Night. Nel 2020 Finneas pubblica 4 singoli inediti: What They'll Say About Us, Can't Wait to Be Dead, Where The Poison Is e la canzone natalizia Another Year.

### Recitazione
Nel 2011 ha un piccolo ruolo nel film Bad Teacher - Una cattiva maestra, con protagonista Cameron Diaz. Nel 2013, ha recitato in Life Inside Out, scritto e interpretato da sua madre Maggie Baird. Nel 2015 interpreta Alistair nell'ultima stagione della serie televisiva Glee. 

## Vita privata
È attualmente fidanzato con la youtuber Claudia Sulewski; a lei ha dedicato il brano Claudia, che ha scritto entro due giorni dal loro primo incontro.
Finneas, come la sorella, è stato cresciuto dalla madre con un regime alimentare vegetariano prima e vegano poi.
Il suo sistema cognitivo è caratterizzato da sinestesia.

## Discografia

### Album in studio
- 2021 – Optimist
- 2024 – For Cryin' Out Loud!

### EP
- 2019 – Blood Harmony

### Singoli
- 2016 – New Girl
- 2017 – I'm in Love Without You
- 2018 – Break My Heart Again
- 2018 – Heaven
- 2018 – Life Moves On
- 2018 – Landmine
- 2018 – Hollywood Forever
- 2018 – College
- 2018 – Luck Pusher
- 2018 – Let's Fall in Love for the Night
- 2019 – Claudia
- 2019 – I Lost a Friend
- 2019 – Angel
- 2020 – Can't Wait to Be Dead
- 2020 – Where the Poison Is
- 2020 – Another Year
- 2021 – American Cliché
- 2021 – What They'll Say About Us
- 2021 – Till Forever Falls Apart (con Ashe)
- 2021 – A Concert Six Months from Now
- 2021 – The 90s
- 2024 – For Cryin' Out Loud!

## Filmografia

### Cinema
- Bad Teacher - Una cattiva maestra (Bad Teacher), regia di Jake Kasdan (2011)
- Life Inside Out, regia di Jill D'Agnenica (2013)
- Billie Eilish: The World's a Little Blurry, regia di R. J. Cutler (2021)
- The Trainer, regia di Tony Kaye (2024)

### Televisione
- Modern Family - serie TV, 2 episodi (2013-2014)
- Glee - serie TV, 4 episodi (2015)
- Aquarius - serie TV, 2 episodi (2015)
- Disclaimer - La vita perfetta – miniserie TV, 8 puntate, regia di Alfonso Cuarón (2024)